# Лчашен-мецаморская культура

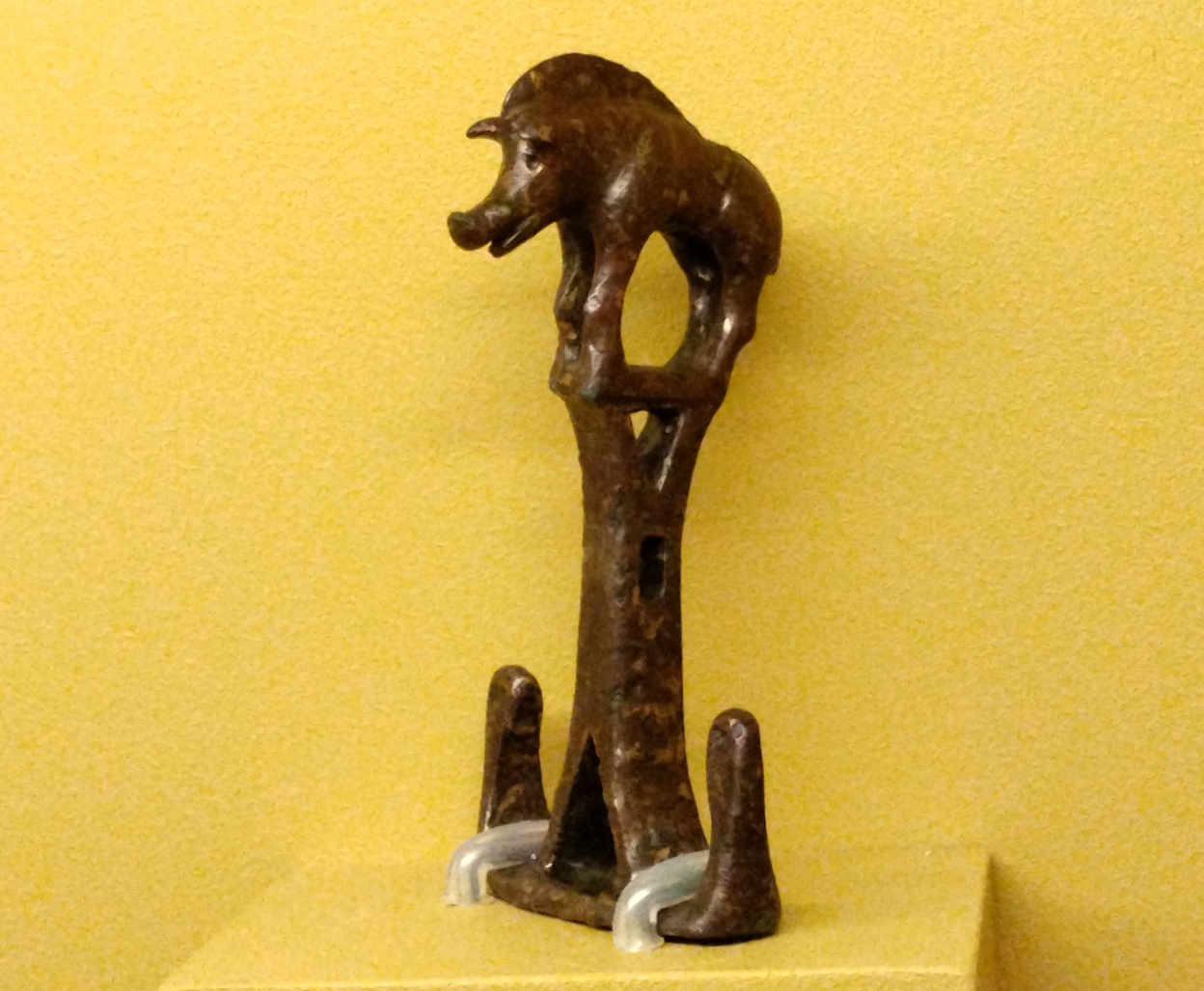
Бронзовое изображение вепря. Гехарот, рубеж XV-XIV веков до н. э.

Лчашен-мецаморская культура (арм. Լճաշեն-մեծամորյան մշակույթ) — археологическая культура позднего бронзового века и раннего железного века (1500—700 гг. до н. э.) в Закавказье. Культуру связывают с племенной конфередерацией Этиуни, известной по урартским и ассирийским источникам
Сотни крепостей-поселений и крупных некрополей свидетельствуют о высокой плотности населения. В погребениях элиты обнаружены колесницы, в том числе военные, а также митаннийские печати. С XV-XIII вв. до н. э. регион отмечен символами власти, принадлежащими касситской династии Вавилонии (печати, противовесы и т. д.). Судя по числу захоронений, в XV-XIII веках до н. э. произошёл демографический взрыв, сменившийся упадком в XII веке до н. э.
Поселение и могильник Лчашен расположены на юго-западном берегу озера Севан. Лчашен является одним из самых значительных памятников, представляющих культуру среднего и позднего бронзового века Армении. Раскопки могильника были начаты Г. Мнацаканяном в 1950-х годах и продолжены Л. Петросяном до 2000-х годов. Коллекция скелетов в Государственном историческом музее Армении насчитывает более 300 краниальных образцов и более 100 посткраниальных скелетов, представляющих людей, связанных с культурами Севано-Арцаха и Лчашен-Мецамора среднего и позднего бронзового века. Образец бронзового века из Лчашена является наиболее представительным среди опубликованных современных образцов с Кавказа. 
Сосуды, найденные в Лчашен-Мецаморе, характерные для раннего железного века, в основном состоят из серых изделий с резным, гвоздевым и полированным орнаментом.

## Палеогенетика и язык
Генетические образцы из Армении позднего бронзового века демонстрируют однородность, соответствующую однородной культурной среде Лчашен-Мецамора. Уже в предшествующей триалетской культуре произошло слияние генетических элементов степного происхождения с местным субстратом, что создало создало генетически однородный набор популяций в позднем бронзовом веке, когда восточноевропейский предковый компонент широко распространился в обществе. Популяция лчашен-мецаморской культуры могла быть также лингвистически однородной и говорить на протоармянском языке, возникшем в результате слияния степных мигрантов среднего бронзового века, говорящих на индоевропейском языке, с местным населением к югу от Кавказа.